# Havana Brown (cantante)
Havana Brown o DJ Havana Brown, nacida Angelique Meunier (Melbourne, Victoria, 14 de febrero de 1985), es una DJ y cantante australiana.

## Vida y carrera
Nació en Melbourne (Australia) de padres mauricianos procedentes de la isla de Rodrigues. Empezó sus clases de canto a la temprana edad de 6 años. Después de incontables años de tomar clases de canto, participando en grupos de bailarines y siendo porrista de los equipos de baloncesto y fútbol australiano de su ciudad natal, Brown decidió dedicarse a la música justo después de egresar de la escuela secundaria.
Antes de comenzar su carrera como DJ, había formado un proyecto musical llamado Fishbowl, con Panos Liassi, uno de los integrantes de la agrupación Supafly Inc. Estaban a punto de lanzar su primer sencillo bajo el sello discográfico británico Polydor, pero el grupo se desintegró y Brown comenzó a presentarse en discotecas de Londres y en Australia, tras su regreso en 2006.
Después de trabajar en el circuito de los clubs, se convirtió en la primera mujer DJ en Australia en firmar un contrato importante con la discográfica Universal Music en 2008, y comenzó lanzando una serie de compilaciones denominado Crave, que incluía remixes de canciones de otros artistas. Debido a esto, pudo hacer giras con artistas internacionales como Britney Spears, Rihanna, Pussycat Dolls, Chris Brown y Enrique Iglesias.
Su debut musical como artista fue en 2011, con el sencillo "We Run the Night", alcanzando la quinta ubicación en las listas musicales de Australia y siendo certificado como triple platino por la Australian Recording Industry Association (ARIA). Además, el sencillo fue nominado por ARIA Music Awards como "Sencillo de artista revelación" y "Sencillo más vendido". Gracias a este éxito, Brown firmó un contrato de grabación con la discográfica estadounidense Universal Republic a través de la discográfica del productor RedOne, 2101 Records. Una nueva versión de "We Run the Night", fue grabada junto al rapero estadounidense Pitbull, producida por RedOne y lanzada en los Estados Unidos. Se ubicó en la primera posición en el Hot Dance Club Songs y alcanzó el puesto #26 en el Billboard Hot 100 de los Estados Unidos.

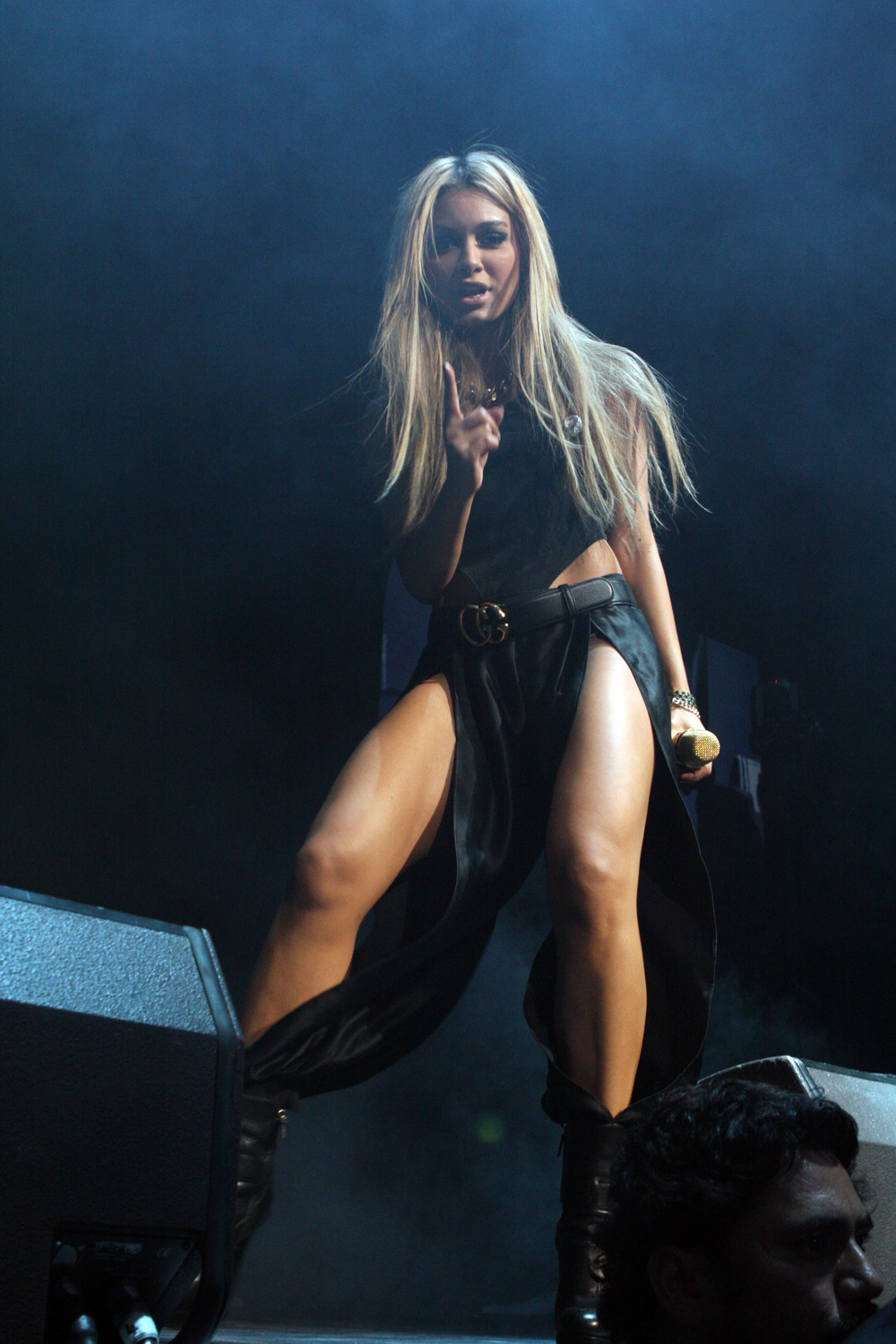
Havana Brown en el Planet Pitt World Tour en Australia.

Su segundo sencillo "Get It", fue lanzado el 9 de septiembre de 2011. La canción también fue escrita y producida por el dúo More Mega, y alcanzó el puesto número 38 en la lista de sencillos de Australia. El 20 de abril de 2012, Brown lanzó el sencillo promocional, "City of Darkness".
Su EP debut When the Lights Go Out, fue lanzado el 17 de julio de 2012. La versión australiana incluye cinco nuevas canciones, mientras que en la edición estadounidense contiene la versión de "We Run the Night" junto a Pitbull. Una de ellas es el sencillo "You'll Be Mine" lanzado en septiembre de 2012. Contó con la producción de RedOne y del DJ holandés R3hab, en el que hace una aparición en el video de la canción. También fue nombrada como representante de Australia en el Festival Televisivo de la Canción de la UAR 2012. Havana acudió el 13 de octubre a Seúl, la capital de Corea del Sur y sede también de la primera edición del festival, para así estar en la noche del 14 de octubre para hacer su debut junto con Australia. En ese mismo año, colaboró en el séptimo álbum de Pitbull, Global Warming, en la canción "Last Night".
En octubre de 2013, lanzó su álbum debut en estudio titulado Flashing Lights, en el que incluirá sus anteriores grabaciones desde 2011, con el agregado de nuevo material. La canción que lleva el mismo nombre del álbum, «Flashing Lights» fue elegido como primer sencillo del mismo, logrando alcanzar la cima del Billboard Hot Dance Club Songs.
Brown citó a Janet Jackson como su mayor influencia, declarando: "Es mi ídolo. ¡Yo quería ser Janet Jackson, pero la Janet Jackson DJ! Quería ser capaz de montar grandes shows, quería bailarines y fuegos artificiales a mi alrededor... Lo quería todo!".

## Discografía
- 2012: When the Lights Go Out (EP)
- 2013: Flashing Lights
- 2014: Better Not Said (EP)

## Premios y nominaciones
| Año  | Tipo                          | Categoría                                                                        | Resultado |
| ---- | ----------------------------- | -------------------------------------------------------------------------------- | --------- |
| 2011 | ARIA Music Awards             | Sencillo de artista revelación ("We Run the Night")                              | Nominado  |
| 2011 | ARIA Music Awards             | Sencillo mejor vendido ("We Run the Night")                                      | Nominado  |
| 2011 | IT List Awards                | Artista femenina australiana                                                     | Nominado  |
| 2011 | IT List Awards                | DJ favorito del 2011                                                             | Ganador   |
| 2011 | IT List Awards                | Artista revelación de 2011                                                       | Ganador   |
| 2012 | APRA Music Awards             | Mejor producción dance del año – "We Run the Night" (Cassie Davis, Sean Mullins) | Nominado  |
| 2012 | ARIA Music Awards             | Mejor lanzamiento dance (When the Lights Go Out)                                 | Nominado  |
| 2012 | Channel [V] Awards            | [V] Oz (Artista del año)                                                         | Nominado  |
| 2012 | Poprepublic.tv IT List Awards | Artista favorita australiana                                                     | Nominado  |
| 2012 | Poprepublic.tv IT List Awards | DJ favorito en 2012                                                              | Ganador   |
| 2013 | Channel [V] Awards            | [V] Oz Artist del año                                                            | Nominado  |
| 2013 | Poprepublic.tv Awards         | DJ favorito o Remixer de 2013                                                    | Ganador   |
| 2013 | Poprepublic.tv Awards         | Artista femenina favorita australiana                                            | Nominado  |
| 2014 | World Music Awards            | Mejor artista femenina del mundo                                                 | Nominado  |
| 2014 | World Music Awards            | Mejor actuación en vivo                                                          | Nominado  |
| 2014 | World Music Awards            | Artista del año                                                                  | Nominado  |
| 2014 | World Music Awards            | Mejor canción ("Warrior")                                                        | Nominado  |
| 2014 | MTV Europe Music Awards       | Mejor artista Australiana                                                        | Pendiente |
| 2014 | Global Spin Awards            | DJ Femenina del Año                                                              | Pendiente |
| 2014 | Mix Awards                    | DJ Femenina Favotira                                                             | Pendiente |
| 2014 | ARIA Music Awards             | Canción del año ("Warrior")                                                      | Pendiente |

## Sucesión
| Predecesor: Primera aparición | Australia en el Festival de la Canción de la UAR 2012 | Sucesor: 'Justice Crew con "Boom Boom" y "Best Night"' |